# Argyrospila striata
Argyrospila striata là một loài bướm đêm trong họ Noctuidae.